# 215463 Jobse
215463 Jobse este un asteroid din centura principală de asteroizi.

## Descriere
215463 Jobse este un asteroid din centura principală de asteroizi. A fost descoperit pe 30 august 2002 la Observatorul Palomar în cadrul programului NEAT. Asteroidul prezintă o orbită caracterizată de o semiaxă mare de 2,41 ua, o excentricitate de 0,16 și o înclinație de 2,4° în raport cu ecliptica.